# 瓦耶讷 (埃纳省)
瓦耶讷（法語：Voyenne）是法国皮卡第大区埃纳省的一个市镇，属于拉昂区马尔勒县。该市镇2009年时的人口为324人。

## 人口
瓦耶讷人口变化图示
| 数据来源：INSEE |